# Stipa scabrifolia
Stipa scabrifolia är en gräsart som beskrevs av Maria Amelia Torres. Stipa scabrifolia ingår i släktet fjädergrässläktet, och familjen gräs. Inga underarter finns listade i Catalogue of Life.